# Montgolfier (cràter)
Montgolfier és un desgastat cràter d'impacte pertanyent a l'hemisferi nord de la cara oculta de la Lluna. A lest-nord-est es troba el cràter Paraskevopoulos, i al sud-oest de Montgolfier es troba Schneller.
Tota la vora meridional d'aquest cràter ha estat recoberta per un grup de quatre cràters més petits. La vora restant ha sofert el desgast provocat per impactes més petits, deixant un perímetre una mica desigual cobert per alguns petits cràters. El sòl interior conté per diversos cràters petits, i manca d'un pic central.

## Cràters satèl·lit
Per convenció aquests elements són identificats en els mapes lunars posant la lletra en el costat del punt mitjà del cràter que està més prop de Montgolfier.
|             | \| Montgolfier \| Coordenades \| Diàmetre \| \| ----------- \| -------------------------------------- \| -------- \| \| J \| 46° 24′ N, 158° 12′ O / 46.4°N,158.2°O \| 28 km \| \| P \| 46° 06′ N, 160° 54′ O / 46.1°N,160.9°O \| 36 km \| \| W \| 49° 18′ N, 164° 24′ O / 49.3°N,164.4°O \| 37 km \| \| Y \| 50° 30′ N, 161° 18′ O / 50.5°N,161.3°O \| 40 km \| |          |
| Montgolfier | Coordenades | Diàmetre |
| J           | 46° 24′ N, 158° 12′ O / 46.4°N,158.2°O | 28 km    |
| P           | 46° 06′ N, 160° 54′ O / 46.1°N,160.9°O | 36 km    |
| W           | 49° 18′ N, 164° 24′ O / 49.3°N,164.4°O | 37 km    |
| Y           | 50° 30′ N, 161° 18′ O / 50.5°N,161.3°O | 40 km    |